# МАЗ-104
МАЗ-104 — белорусский городской автобус большого класса Минского автомобильного завода. Высокопольная модель, предназначенная для городских и пригородных перевозок.

## История
Выпускался в 1996—2006 годах.
Был разработан как более дешёвая и неприхотливая высокопольная версия базового полунизкопольного автобуса семейства МАЗ-103. Для достижения поставленных целей разработчики использовали двигатель ЯМЗ-236 и унифицировали другие узлы автобуса с грузовыми автомобилями МАЗ, однако при этом пришлось отказаться от низкопольной конструкции. Двигатель во всех модификациях расположен в заднем свесе.
Количество сидячих мест варьируется от 24 до 40 штук, в зависимости от заказа. Общая пассажировместимость составляет 100 человек.

## Модификации
| Название    | Назначение    | Тип КПП        | Модель КПП    | Модель двигателя | Экостандарт   | Годы выпуска | Примечание                                 |
| ----------- | ------------- | -------------- | ------------- | ---------------- | ------------- | ------------ | ------------------------------------------ |
| МАЗ-104.000 | городской     | механическая   | МАЗ-306       | ММЗ-Д260.5       | Евро-0        | 1996 - 1998  | Все экземпляры списаны                     |
| МАЗ-104.021 | городской     | механическая   | ЯМЗ-236Л      | ЯМЗ-236НЕ/НЕ2    | Евро-1/Евро-2 | 1999 - 2006  |                                            |
| МАЗ-104.025 | городской     | автоматическая | Voith D854.3E | ЯМЗ-236НЕ2       | Евро-2        | 2004 - 2006  |                                            |
| МАЗ-104.031 | городской     | механическая   | ЯМЗ-236Л      | ЯМЗ-236М2        | Евро-1        | 1998 - 2001  |                                            |
| МАЗ-104.Х25 | городской     | автоматическая | Voith D854.3E | ЯМЗ 236НЕ2-22    | Евро-2        | 2004 - 2005  | приспособлен для работы в холодном климате |
| МАЗ-104.С00 | пригородный   | механическая   | МАЗ-306       | ММЗ-Д260.5       | Евро-0        | 1997 - 1998  |                                            |
| МАЗ-104.С20 | пригородный   | механическая   | ЯМЗ-236Л      | ЯМЗ-236М2        | Евро-1        | 1998 - 2001  |                                            |
| МАЗ-104.С21 | пригородный   | механическая   | ЯМЗ-236Л      | ЯМЗ-236НЕ/НЕ2    | Евро-1/Евро-2 | 1999 - 2006  |                                            |
| МАЗ-104.С25 | пригородный   | автоматическая | Voith D854.3E | ЯМЗ-236НЕ2       | Евро-2        | 2004         | 3 экземпляра                               |
| МАЗ-104.121 | междугородний | механическая   | ЯМЗ-236Л      | ЯМЗ-236НЕ        | Евро-1        | 2005         | единственный экземпляр                     |

## Эксплуатация
Эксплуатируется во многих городах Белоруссии, России, Украины.

## Фотогалерея

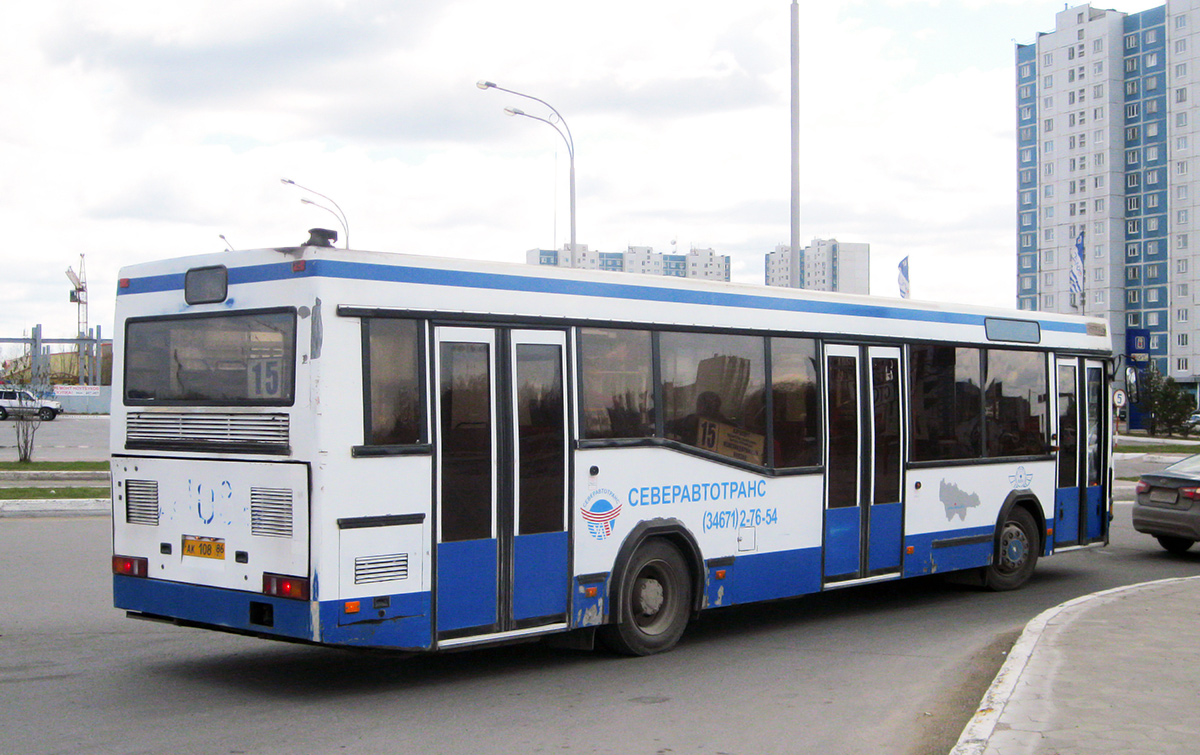
МАЗ-104.Х25 в Нижневартовске (Вид сзади)
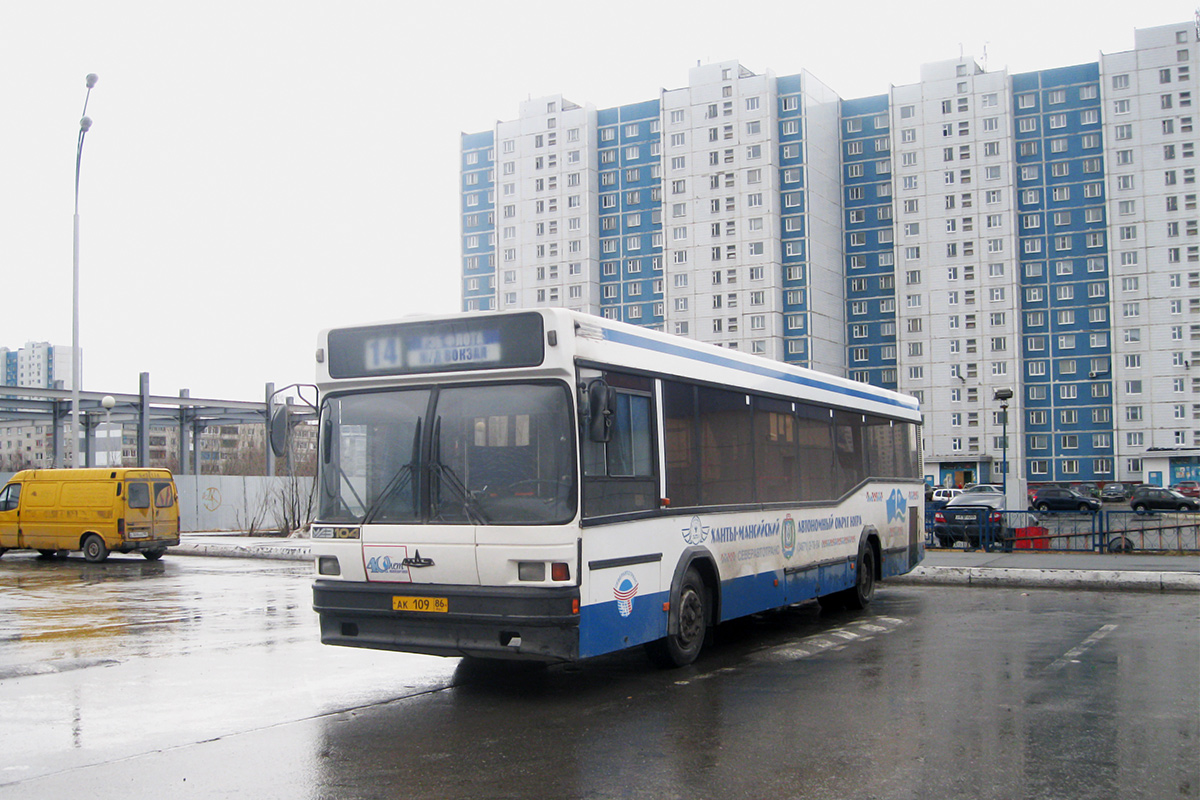
МАЗ-104.Х25 в Нижневартовске (Вид спереди-слева)